# あぁ いいな!
「あぁ いいな!」は、辻希美と加護亜依による歌手ユニット・Wの2枚目のシングル。2004年8月18日発売。

## 内容
- モーニング娘。卒業後初めてのシングルとなる。
- オリコンによると、Wのシングルの中では売上枚数が最も多い曲となっている[1]。
- 表題曲はテレビ朝日系テレビアニメ『ドラえもん』第2作第1期の10代目のエンディングとして2004年6月4日から使用され[2]、最後のエンディングテーマとなった。エンディングアニメーションは本曲の奇抜なフレーズであるナマズが登場し、ドラえもんと雌猫のミーちゃんとナマズの三角関係で物語が展開するという、異様なものであった[3]。
- ミュージック・ビデオにはBerryz工房が出演しており、またコンサートにも帯同した。

## 収録曲
全作詞・作曲：つんく
1. あぁ いいな!
編曲：鈴木Daichi秀行
2. 乙女の携帯電話の秘密
編曲：平田祥一郎
3. あぁ いいな! (Instrumental)

## 参加ミュージシャン
あぁ いいな!
- プログラミング&ギター：鈴木Daichi秀行
- ギター：UME
- コーラス：つんく

乙女の携帯電話の秘密
- 全ての楽器：平田祥一郎